# Krach (band)
Krach is een Nederlandse band bestaande uit vijf leden: Reinier van den Haak (zang en gitaar), Bas Vernooij (zang en basgitaar), Max Abel (zang en gitaar), David Hoogerheide (toetsen en elektronica) en Ruud Voesten (drums). De band speelde eerder onder de naam With Ice. Van den Haak, gitarist van de band Roosbeef, hielp Krach op weg bij het vinden van het juiste geluid voor de debuut-cd, die op 24 januari 2011 uitkwam. In september 2010 kwam de ep Kompakt Disk uit, waarop al liedjes van de cd stonden ("And So I Do a Little Dance", "Do the Wave Now" en twee remixen).
In december 2010 tekende Krach een contract met platenmaatschappij PIAS, die hun debuutalbum zal uitbrengen.
Krach speelt in 2011 op de popmuziekfestivals Eurosonic en Noorderslag te Groningen, waar zij ook hun debuutalbum Krach presenteren.
In de zomer van 2013 werkte Krach aan een nieuw album. De eerste single, River Phoenix, verscheen in maart 2014. Het nieuwe album, getiteld Last Time I Checked This Was My House, verscheen op 14 april 2014.

## Eric Corton
Vooral Eric Corton heeft geprobeerd de band meer bekendheid te geven door de leden bijvoorbeeld uit te nodigen op het Twitterfeest dat Corton gaf. Het werd gegeven omdat Corton in juli 2010 beloofd had dat hij een feest zou geven als hij tijdens zijn vakantie meer dan 10.000 volgers zou krijgen. Dat laatste gebeurde binnen drie dagen. Het feest werd uitgezonden door 3FM in het programma 3voor12 van de VPRO vanuit concertzaal Luxor Live op 24 oktober 2010. De bands Triggerfinger en De Staat gaven tijdens deze avond ook een klein concert.

## Discografie
- 2010: Krach - Kompakt Disk (ep)
- 2011: Krach - Krach
- 2014: Krach - Last Time I Checked This Was My House